# Paraíso do Norte
Paraíso do Norte là một đô thị thuộc bang Paraná, Brasil. Đô thị này có diện tích 204,565 km², dân số năm 2007 là 11743 người, mật độ 50,7 người/km².